# Нивяник большой
Нивяник большой, или Нивя́ник наибо́льший (лат. Leucanthemum maximum) — вид многолетних травянистых растений из рода Нивяник семейства Астровые, или Сложноцветные (Asteraceae).

## Распространение
Пиренеи.

## Биологическое описание
Корневище короткое, наземное, укореняющееся.
Стебли тонкие, высотой до 1 метра,
Листья стеблевые, нижние черешковые лопатчатые, верхние продолговатые, сидячие, по краю городчатые или зубчатые.
Соцветия — корзинки диаметром 10—12 см, у форм с простыми соцветиями белые ложноязычковые цветки расположены по краю в 1—2 ряда, трубчатые желтые — в центре. У махровых соцветие заполнено многими рядами белых язычковых цветков, а трубчатые в центре тоже имеют белый венчик.

## В культуре
Цветёт в июле — августе.
В цветоводстве используются сорта и гибриды:
- 'Alaska'. Язычковые цветки белые, расположены в 1 ряд. Соцветия до 10 см в диаметре. В средней полосе России сорт отличается устойчивостью и долголетним.
- 'Aglaia' (Leucanthemum ×superbum). До 60—75 см в высоту. Цветки бахромчатые, полумахровые.
- 'Beethoven'. До 50 см высотой, соцветия простые.
- 'Christine Hagemann'. До 70 см высотой, соцветия махровые.
- 'Cobham Gold'. До 60 см в высоту. Соцветие помпонного типа.
- 'Horace Read'. До 60 см в высоту. Соцветия махровые, все лепестки одинаковой длины.
- 'Pobeditel'. Отечественный сорт отличающийся хорошей устойчивостью и длительным цветением. Высота 100—120 см, стебли облиствённые, плотные, создают куст цилиндрической формы. Соцветия до 12 см в диаметре. Язычковые цветки белые, расположены в 2—3 ряда, трубчатые — жёлтые. Цветёт с конца июня, в июле. Может расти без пересадок и деления 7—10 лет.
- 'Gruppenstolz'. До 50 см высотой, соцветия простые.
- 'Little Princess'. До 15—20 см высотой.
- 'Julischnee'. Поздноцветущий сорт. Соцветия простые. Высота до 80 см.
- 'Schwabengrub'. До 80 см высотой. Соцветия махровые.
- 'Silverprincessin' (Little White Princess). До 30 см в высоту. Обильноцветущий сорт. Соцветия простые.
- 'Snow Lady'. До 25 см в высоту. Соцветия до 17 см в диаметре, цветки не махровые, многочисленные. Выращивается как однолетник.
- 'Sonnenschein'. До 60 см в высоту. Цветки с жёлтыми лепестками. Соцветия простые.
- 'Stern von Antwerpen'. Стебли 90—100 см высотой. Соцветия 8—10 см в диаметре, язычковые цветки белые, расположены в 2 ряда, трубчатые — жёлтые. Цветёт с конца июня, в июле.
- 'Wirral Supreme'. Раноцветущий сорт. До 80 см высотой. Соцветия махровые[3][4].

В культуре с 1816 года.
От других видов нивяников отличается более поздним цветением. В Московской области зацветают не раньше первой декады июля. Отличается длинным цветением — с июля до морозов. Новые побеги образуются весь сезон. Продолжительное цветение делает растение неустойчивым к неблагоприятным условиям. Зимует растение с розеткой листьев. Плодоносит.
Месторасположение: хорошо освещенные места. Почвы должны быть плодородными, достаточно увлажненными и хорошо дренированными. После окончания цветения побеги рекомендуется срезать. Деление куста производится весной, каждые 3—4 года. Части куста высаживают на расстоянии 30 см друг от друга.
Крупноцветковые и махровые формы на зиму укрывают 10—15 сантиметровым слоем сухих листьев.
Размножение: семенами, делением корневищ и черенками. Семена высевают весной в теплице для выращивания рассады, или осенью — в гряды открытого грунта. При весеннем посеве всходы появляются через 18—20 дней. Сеянцы зацветают на второй год.
Нивяник наибольший используется в групповых посадках на фоне декоративных кустарников, в рабатках и для срезки.

## Классификация

### Таксономия[5]
Leucanthemum maximum DC., 1838, Prodr. 6: 46
Вид Нивяник большой относится к роду Нивяник семейства Астровые (Asteraceae) порядка Астроцветные (Asterales). Кладограмма в соответствии с Системой APG IV:
|  |                                      |  |                                   |                                   |                    |  | ещё 10 семейств | ещё 10 семейств |                 |  |  |  | еще 52 подтвержденных и 44 в статусе "непроверенных" видов и инфравидовых таксонов |
|  |                                      |  |                                   |                                   |                    |  | ещё 10 семейств | ещё 10 семейств |                 |  |  |  | еще 52 подтвержденных и 44 в статусе "непроверенных" видов и инфравидовых таксонов |
|  |                                      |  |                                   | порядок Астроцветные              |                    |  |                 |                 | род Нивяник     |  |  |  |                                                                                    |
|  |                                      |  |                                   | порядок Астроцветные              |                    |  |                 |                 | род Нивяник     |  |  |  |                                                                                    |
|  | отдел Цветковые, или Покрытосеменные |  |                                   |                                   | семейство Астровые |  |                 |                 | Нивяник большой |  |  |  |                                                                                    |
|  | отдел Цветковые, или Покрытосеменные |  |                                   |                                   | семейство Астровые |  |                 |                 |                 |  |  |  |                                                                                    |
|  |                                      |  | ещё 63 порядка цветковых растений | ещё 63 порядка цветковых растений |                    |  |                 | ещё 1804 рода   | ещё 1804 рода   |  |  |  |                                                                                    |
|  |                                      |  |                                   | ещё 63 порядка цветковых растений |                    |  |                 |                 | ещё 1804 рода   |  |  |  |                                                                                    |

## Естественныегибриды
- Leucanthemum ×superbum (= Leucanthemum lactustre × Leucanthemum maximum)[6]

## Синонимы
- Chrysanthemum burbankii  Makino
- Chrysanthemum grandiflorum  Lapeyr.
- Chrysanthemum grandiflorum  (Willd.) hort.par. ex DC.
- Chrysanthemum leucanthemum subsp. maximum  (Ramond) P.Fourn.
- Chrysanthemum maximum  L.
- Chrysanthemum maximum  Ramond
- Leucanthemum lawatum  Nyman
- Leucanthemum vulgare subsp. maximum  (Ramond) O.Bolòs & Vigo
- Matricaria ceratophylloides  Poir.
- Matricaria maxima  Poir.
- Phalacrodiscus ceratophylloides  Less.
- Phalacrodiscus maximus  Less.
- Tanacetum maximum  Sch.Bip.